# (48785) Pitter
(48785) Pitter (1997 SA2) – planetoida z pasa głównego asteroid okrążająca Słońce w ciągu 5,16 lat w średniej odległości 2,99 j.a. Odkryta 23 września 1997 roku.